# King Crimson
King Crimson es una banda de rock progresivo fundada en Londres en 1969. Considerada una de las pioneras y uno de los pilares del género, más allá de su diversificación sonora y mutaciones estilísticas.
La banda adoptó diversos sonidos durante su historia, producto de la diversa instrumentación utilizada y ha tenido una gran influencia en muchos artistas de la música contemporánea. Además, ganó un gran número de seguidores a pesar de tener poca presencia en la radio, televisión u otros medios de comunicación.
Aunque originaria de Inglaterra, la banda tuvo una mezcla de personal de Inglaterra y de Estados Unidos desde su reencarnación en 1981. El grupo se caracterizó también por sus constantes cambios de miembros, habiendo pasado por sus filas más de dos decenas de músicos, así como por largos periodos de inactividad. Robert Fripp, el guitarrista y líder, es el único miembro que formó parte de King Crimson durante toda su historia, si bien algunos otros músicos como Bill Bruford, Adrian Belew o Tony Levin tuvieron una larga trayectoria con el grupo.
El nombre King Crimson, en español Rey Carmesí, fue idea del letrista Peter Sinfield como sinónimo de Belcebú, príncipe de los demonios. Según Fripp, Belcebú es un anglicismo de la frase árabe B'il Sabab, la cual significa “hombre que ambiciona”.
La alineación original del grupo fue muy influyente, pero de muy corta duración, duró poco más de un año. Entre 1970 y 1971 King Crimson ya era una banda inestable, con muchos cambios de miembros. En 1972 se alcanzó mayor estabilidad con el bajista y vocalista John Wetton y se desarrolló un sonido que mezclaba hard rock, música clásica y jazz; en 1974 se separaron por primera vez. La banda volvió a formarse en 1981, influida por el new wave y con un estilo completamente diferente, pero volvió a separarse en 1984. Retornó nuevamente después de más de diez años, en 1994, con el álbum THRAK. En el año 2000 y en 2003, aparecieron los álbumes The ConstruKction of Light y The Power to Believe, respectivamente, sus últimos álbumes. Su última época de actividad dio comienzo en 2014.
Aunque Fripp ha sido el único factor común en todos los discos y alineaciones de King Crimson, no se considera a sí mismo líder del grupo. Para él, King Crimson es “una manera de hacer cosas” y los constantes cambios de sus miembros solo reflejan ese punto de vista.

## Historia

### Origen, los 60 y 70
En agosto de 1967, los hermanos Michael Giles (batería) y Peter Giles (bajo), contando ya con alguna experiencia musical producto de sus pasos por anteriores grupos, dieron cuenta públicamente de la necesidad de un cantante para su proyecto. Robert Fripp, que no era vocalista, mostró su interés de formar parte del proyecto y así nació Giles, Giles and Fripp.

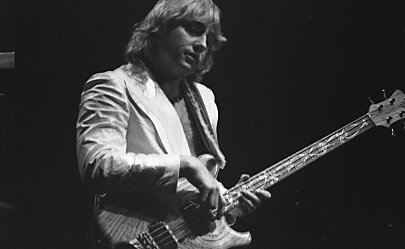
Greg Lake

Basados en un formato de canciones pop excéntricas e instrumentales complejos, la banda grabó varios sencillos sin éxito y un álbum, The Cheerful Insanity of Giles, Giles and Fripp. La banda se cernía sobre el borde del éxito, con varias sesiones en la radio y una aparición en la televisión, pero nunca logró alcanzar un éxito comercial. El álbum no era más que un éxito de los sencillos, e incluso fue menospreciado por Keith Moon de The Who en una revisión de una revista. En el intento de expandir su sonido, Giles, Giles and Fripp reclutó al multinstrumentista Ian McDonald, que tocaba teclados, saxos y flautas.
McDonald trajo entonces a su novia, la excantante de Fairport Convention Judy Dyble, cuya estadía en el grupo fue breve y terminó al mismo tiempo que su separación sentimental con McDonald. Luego, McDonald trajo al letrista Peter Sinfield, con quien había estado escribiendo canciones. Esa amistad comenzó cuando McDonald le dijo a Sinfield, con respecto a su banda de 1968 (Creation): "Peter, tengo que decirte que tu grupo no tiene remedio, pero escribes grandes letras. ¿Te gustaría escribir juntos un par de canciones?" Una de las primeras canciones que McDonald y Sinfield escribieron juntos fue "The Court of the Crimson King".
Fripp, por su parte, había visto al grupo musical 1-2-3 (más tarde conocido como Clouds) en concierto. Esta banda inspiraría más tarde algunas canciones de Crimson de melodías clásicas, de jazz e improvisación. Es entonces cuando Fripp recomendó a su amigo Greg Lake, un cantante y guitarrista, para que formara parte del grupo. Lake debería reemplazar a Fripp o a Giles. A pesar de que Peter Giles más tarde describiría al hecho sarcásticamente como uno de los "lindos movimientos políticos" de Fripp, él mismo expresó su desilusión con Giles, Giles and Fripp, ya que no había conseguido el éxito esperado. Peter Giles entonces renunció para ser reemplazado por Greg Lake como el bajista y cantante del grupo. En este punto, la banda se transformó en lo que se convertiría en King Crimson.
En 1969 el grupo debutó como telonero de los Rolling Stones en un concierto en el Hyde Park, y grabó su primer disco, In the Court of the Crimson King, en octubre. También realizaron su primera gira por Europa y Norteamérica. A finales de año surgieron tensiones y diferencias creativas que desembocaron en la salida de Michael Giles e Ian McDonald de la banda, quienes al año siguiente grabaron un álbum con el nombre de McDonald and Giles.
Robert Fripp con Greg Lake y Peter Sinfield continuaron King Crimson momentáneamente como trío. Fue así como grabaron en 1970 su segundo disco, In the Wake of Poseidon, en el cual se incorporó al grupo el músico Mel Collins, quien luego entraría a formar parte de Camel. En este álbum también participó el anterior socio de Fripp, Peter Giles.
Greg Lake abandonó la agrupación en abril previendo lo que se avecinaba (en palabras textuales), debido al carácter de caudillo de Fripp y a la constante imprevisión en cuanto a composición y elaboración de sus temas sin una línea determinada, para formar con Keith Emerson y Carl Palmer el también grupo de rock progresivo Emerson, Lake & Palmer, dejando a King Crimson sin vocalista hasta que Gordon Haskell tomó ese lugar y también el de bajista para Lizard, el tercer álbum de la banda, también de 1970. Haskell ya había grabado con King Crimson en In the Wake of Poseidon, en la canción "Cadence and Cascade".
Andy McCulloch tocó la batería en Lizard, además de la participación de Jon Anderson del grupo Yes en una de las canciones. Haskell y McCulloch abandonaron la banda poco antes del lanzamiento de Lizard, dejando a King Crimson sin vocalista, bajista ni batería.

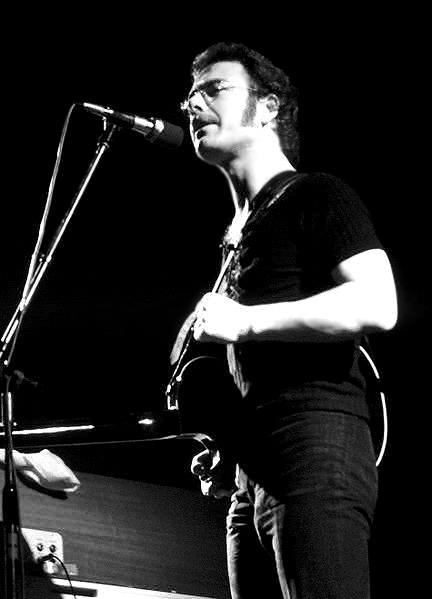
Robert Fripp en concierto con King Crimson en 1974

Fripp comenzó entonces a audicionar a nuevos músicos para suplir los lugares vacantes. El batería Ian Wallace y el vocalista Boz Burrell fueron los seleccionados y como ningún bajista convenció a Fripp, decidió simplemente enseñar a Burrell a tocar el bajo. En 1971 realizaron el cuarto álbum de la agrupación, Islands. Al concluir ese año Peter Sinfield abandonó el grupo, y entonces los miembros restantes realizaron en 1972 una nueva gira llamada Earthbound con la plena intención de disolver la agrupación al término de ella. Poco después, con el material grabado de esa gira, Fripp editó el disco Earthbound, su primer álbum en directo.
Sin embargo, después de la gira Earthbound, Collins, Burrell y Wallace abandonaron King Crimson para unirse a Alexis Korner en una banda llamada "Snape". Fripp otra vez buscó a nuevos miembros para rearmar a King Crimson. El primer elegido fue el percusionista Jamie Muir, quien desde antes ya había sido considerado por Fripp como un posible miembro del grupo. El siguiente fue el vocalista y bajista John Wetton, a quien Fripp conocía desde sus tiempos colegiales. Wetton también había sido considerado anteriormente para ser miembro, pero su adición no se había concretado. King Crimson comenzaba de nuevo.
Bill Bruford, fue el siguiente elegido, una decisión que fue criticada por mucha gente, pues Bruford abandonó Yes por King Crimson, que ya tenía un historial de mucha inestabilidad y había resultado muy impredecible. Bruford mismo reveló que estaba más interesado en los fines artísticos y que por ello había ingresado en King Crimson. Por último, David Cross fue seleccionado como intérprete de viola, violín y teclado para reinventar el sonido de la nueva agrupación. Comenzaron a trabajar en 1972 y para el siguiente año concretaron su nuevo álbum, Larks' Tongues in Aspic. Muir abandonó King Crimson poco después de publicado Larks' Tongues in Aspic. El grupo se embarcó entonces en una nueva gira por Europa y Estados Unidos.
Esta etapa de King Crimson se caracterizó por la influencia que recibió de la naciente música heavy metal que se desarrollaba principalmente en los Estados Unidos y en Gran Bretaña. La guitarra de Fripp se mostró más agresiva, así como la batería de Bruford, que sonaba potente, y también el bajo de Wetton se oyó más fuerte.
A finales de 1973, el grupo preparó su siguiente álbum, Starless and Bible Black, que estuvo concluido a principios de 1974. Este disco convirtió al King Crimson de esa época en el primero en mantenerse intacto por más de una gira y por más de un disco. La mayor parte del disco fue grabado en conciertos durante 1973, con solo dos temas grabados en estudio ("The Great Deceiver" y "Lament"), otro de los temas fue solo parcialmente grabado en estudio ("The Night Watch"), lo cual demostró que King Crimson era esencialmente un grupo para tocar en vivo. Fripp siempre consideró adecuado capturar la atmósfera y la energía de las presentaciones en vivo y por ello grabó las canciones en los conciertos.
David Cross comenzó a cuestionar su lugar en el grupo. Su rol como violinista había sido más importante al principio de esta nueva versión de King Crimson, pero la progresión y la agresividad musical que manejaban para ese momento redujeron notablemente sus contribuciones al sonido de la banda, él mismo declaró que había quedado relegado a ser solo el ejecutante del piano eléctrico. Abandonó el grupo cuando comenzaron a grabar su siguiente álbum titulado Red.
Red también incluye la participación de Robin Miller, quien ya había grabado con el grupo, en el oboe; así como la colaboración de Marc Charig en la corneta. David Cross aparece solo en el tema "Providence", que había sido grabado previamente en un concierto de la banda en junio de ese mismo año (1974). Mel Collins volvió como saxofón soprano, también Ian McDonald regresó como saxofón alto y su intención era volver como miembro permanente de King Crimson, aunque ello no pudo concretarse. En aquella época Fripp se interesó por los escritos del místico ruso George Ivanovich Gurdjieff e incluso habló de ser sustituido por McDonald. Fue un momento en el que Fripp consideró seriamente abandonar el grupo.
La alineación del disco Red no llegó a realizar ninguna gira y dos meses antes de que se publicara el álbum, Robert Fripp anunció la disolución del grupo. "King Crimson está totalmente acabado para siempre" declaró. En 1975 se editó el segundo disco en directo de la banda, llamado USA, compuesto de interpretaciones durante 1974.
Fripp se dedicó entonces a hacer una carrera solista colaborando además con importantes músicos. Por su parte, Ian McDonald formó con otros músicos en 1976 el grupo Foreigner. King Crimson aparentemente había dejado de existir, pero solo era el término de una etapa más del grupo.

### Los 80
Al inicio de 1981, Robert Fripp y Bill Bruford comenzaron a gestar la formación de un nuevo grupo que se llamaría Discipline. Durante algún tiempo buscaron a un nuevo bajista hasta que dieron con Tony Levin. Levin era conocido principalmente por sus colaboraciones con reconocidos músicos como John Lennon y Peter Gabriel. Desde el principio Fripp, quien sabía que Levin estaba disponible, lo había considerado como uno de los mejores candidatos para su nuevo grupo.

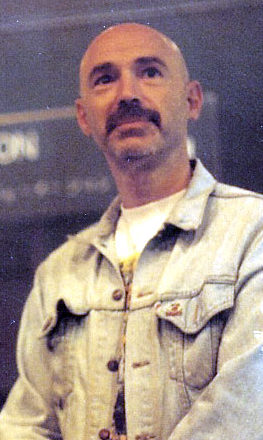
Tony Levin en 1993

Fripp convocó también al guitarrista y vocalista Adrian Belew, quien se encontraba con los Talking Heads en una gira. Fripp nunca había trabajado con otro guitarrista en una misma banda, así que la decisión de buscarlo revelaba su intención de crear un sonido totalmente distinto al de King Crimson. Belew aceptó grabar con el nuevo grupo de Fripp inmediatamente después de acabar la gira con Talking Heads.
Durante las grabaciones del disco en 1981, Fripp se dio cuenta de que el sonido de King Crimson se encontraba ahí y reconsideró su decisión de llamar al grupo Discipline. Los otros miembros estuvieron de acuerdo y en su lugar llamaron al álbum Discipline, bajo el nombre de King Crimson. La banda del Rey Carmesí había resurgido.
El grupo realizó una trilogía de discos continuada con Beat de 1982 y concluida en Three of a Perfect Pair de 1984. Belew se encargó también de casi todas las letras de los tres discos, además de que incorporaron piezas completamente instrumentales. Esta versión de King Crimson tenía elementos de la música new wave, muy probablemente resultado del trabajo de Belew con los Talking Heads, quienes fueron unos de los iniciadores del género. El sonido resultante, con patrones entrelazados de dos guitarras, ha sido descrito también como "gamelan rock" por su similitud estructural a esta tradición musical de Indonesia.
Después de Three of a Perfect Pair, King Crimson volvió a desintegrarse durante diez años. Fripp se enfrascó en una serie de pleitos legales por los derechos de todo lo relacionado con el grupo, lo cual le llevó casi todo ese tiempo pero concluyó en la creación de la compañía Discipline Global Mobile, la cual actualmente ostenta todo el catálogo de King Crimson y de sus proyectos colaterales.

### Los 90
En 1994 King Crimson volvió a formarse, pero como sexteto con la adición de dos nuevos miembros a la alineación de 1981-1984. Fripp y Belew en las guitarras, Levin en el bajo, Trey Gunn en un instrumento llamado guitarra Warr y Bruford en la batería acompañado de otro percusionista, Pat Mastelotto. Esta formación de "doble-trío" realizó apenas unos cuantos discos en la década de los noventa, el EP VROOOM de 1994, que solo antecedió al lanzamiento del álbum THRAK en 1995 y luego el álbum en vivo THRaKaTTaK en 1996.
En este nuevo King Crimson, los integrantes combinaban sus instrumentos de maneras únicas. Con respecto al sonido, era una mezcla del estilo de la etapa de Discipline complementada con la guitarra heavy metal de Red. Esta versión de King Crimson tuvo una propuesta y un nivel de experimentación completamente distintos al de todas sus épocas anteriores, lo cual los llevó nuevamente a desintegrarse.
El resto de los noventa a través de Discipline Global Mobile se lanzaron trabajos de otros artistas y de los proyectos colaterales a King Crimson, llamados ProjeKct One, ProjeKct Two, ProjeKct Three, ProjeKct Four, así como el ProjeKct X, o simplemente ProjeKCts, los cuales son subgrupos de King Crimson (de acuerdo con Fripp estos son una fraKctalización de King Crimson) que han llevado a cabo varias grabaciones en vivo donde se ha demostrado la habilidad de improvisación de los músicos involucrados actualmente en King Crimson y en donde han dejado patente su capacidad para producir música.

### En elsigloXXI
Después del trabajo de los ProjeKcts, Bruford y Levin dejaron la banda. La alineación de King Crimson, constituida nuevamente como cuarteto por Belew, Fripp, Gunn y Mastelotto, publicó el siguiente álbum de la banda llamado The ConstruKction of Light en el año 2000.
Tras algunos problemas económicos, Discipline Global Mobile actualmente administra exclusivamente el material de King Crimson, editando numerosos álbumes en vivo y colecciones de su discografía. Para el 2002 apareció el EP Happy With What You Have to Be Happy With que antecedió al lanzamiento en 2003 de The Power to Believe, el último álbum de estudio de King Crimson.
En noviembre de 2003 Trey Gunn anunció su salida del grupo. Por su parte, tanto Tony Levin como Robert Fripp anunciaron la reintegración de Levin como bajista de King Crimson. La alineación de King Crimson quedó constituida por Adrian Belew, Robert Fripp, Tony Levin y Pat Mastelotto. Mientras, en 2006 apareció el ProjeKct Six.

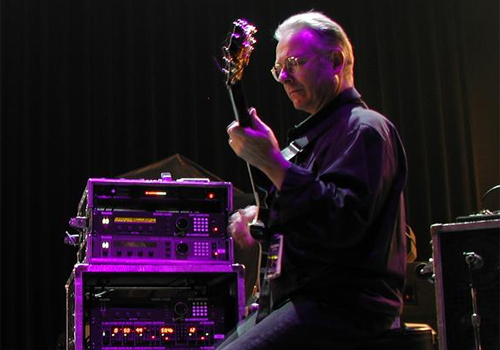
Robert Fripp en 2007

Pat Mastelotto anunció en 2008 el regreso de la banda con una serie de conciertos, así como cambios en la alineación del grupo, ya que Gavin Harrison, baterista de Porcupine Tree, ingresó como integrante de King Crimson acompañando a Pat Mastelotto como segundo baterista.

### Regreso y cese de actividades
Tras un periodo en que el grupo parecía definitivamente disuelto, Robert Fripp anunció una octava formación de King Crimson que comenzaría a funcionar en 2014, compuesta por los veteranos Fripp, Collins, Levin, Mastelotto y Harrison, más la adición de Jakko Jakszyk, a la guitarra y voz —con amplia experiencia en la música de King Crimson a raíz de su paso por la formación a 21st Century Schizoid Band— y de Bill Rieflin a la batería. De este modo, King Crimson contaría por primera vez con tres baterías, además de ser la primera formación con mayoría británica desde los años 1970s.

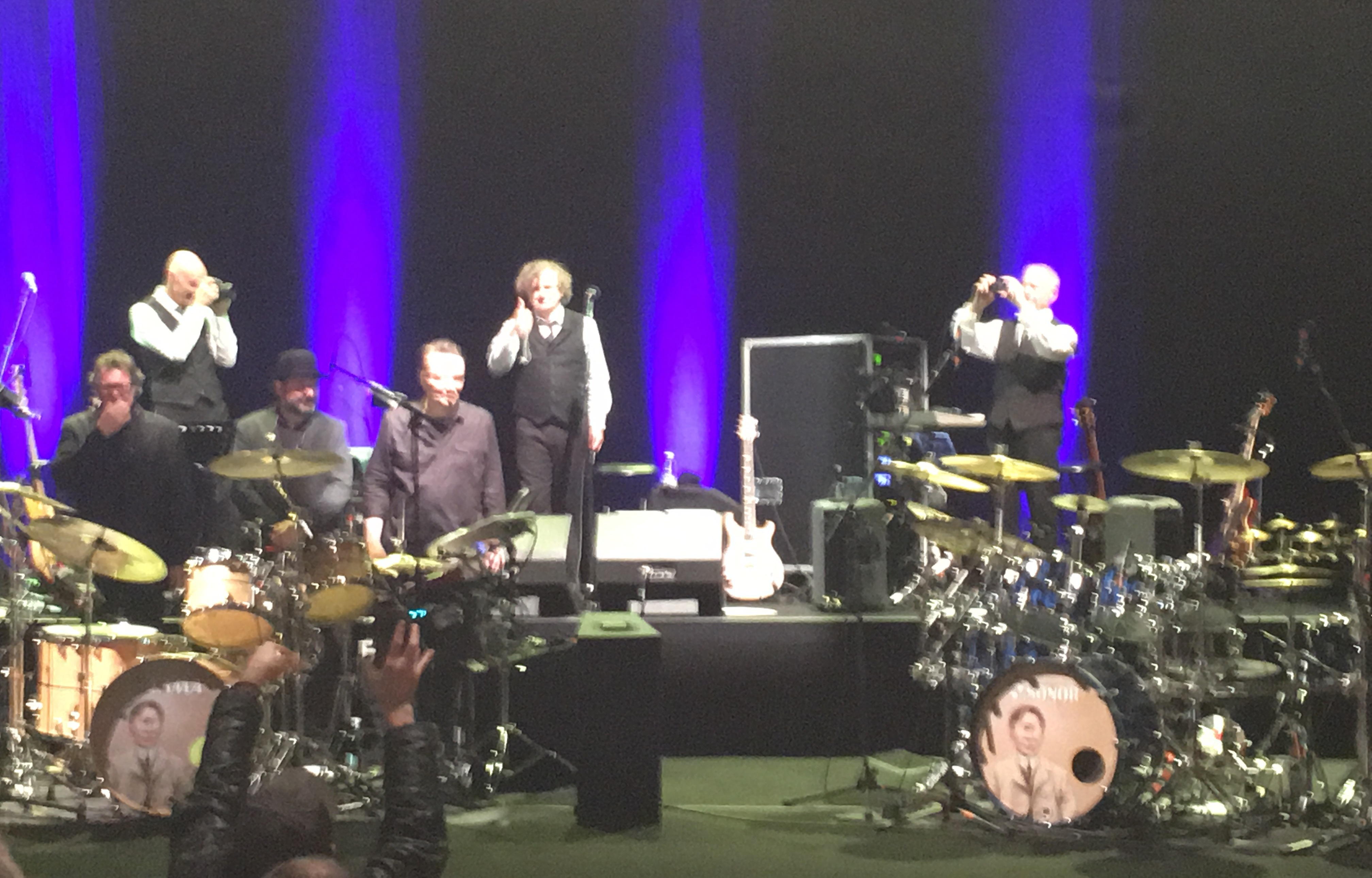
King Crimson. Tour Europeo 2016. Madrid

En 2016 Bill Rieflin decidió tomar un descanso en la música y fue sustituido por el batería Jeremy Stacey en el Tour Europeo 2016. A principios de 2017 se anunció el retorno de Rieflin, con lo que el grupo pasaría a tener ocho miembros, cuatro de ellos percusionistas. Entre fines de 2016 y comienzos de 2017, murieron Greg Lake y John Wetton.
Generalmente se asocia la historia de King Crimson con los constantes cambios de integrantes, pero en realidad eso se dio sobre todo en sus primeros años; desde 1981 cuando el grupo resurgió, comenzó a tener mayor estabilidad de miembros en donde unos se iban, después volvían y la flexibilidad de esos cambios se volvió su sello característico.
Entre octubre y noviembre de 2017, Bill Rieflin no estuvo disponible para continuar la gira y fue sustituido por Chris Gibson, hasta su regreso en diciembre. En marzo de 2020, Rieflin murió de cáncer; Gordon Haskell murió también en octubre de ese mismo año.
Con más de cincuenta años de trayectoria, King Crimson fue una de las bandas más longevas de la historia de la música y uno de los más importantes representantes del rock progresivo. Además, sus componentes fueron considerados como músicos de gran calidad técnica e interpretativa.
Aunque activo en conciertos, el grupo no grabó nuevo material de estudio desde 2003. Para 2022, debido a la pandemia de Covid 19, así como a la avanzada edad de algunos de los integrantes involucrados, King Crimson cesó sus actividades.
Para 2025, en la página oficial de la banda en internet, se deja la posibilidad de que estén trabajando en un nuevo material.

## Miembros

### Última alineación
- Robert Fripp — guitarra, mellotron, piano eléctrico y teclados (1969–2021).
- Mel Collins — saxofón, flauta, coros y mellotron (1970–1972; 1974 (estudio; 2014–2021).
- Tony Levin — bajo, Chapman Stick, coros y sintetizador (1981-1984; 1994–1997; 2003–2021).
- Pat Mastelotto — percusión y batería (1994–2021).
- Gavin Harrison — batería principal (2007–2021).
- Jakko Jakszyk — voz, guitarra y flauta (2013–2021).
- Jeremy Stacey — batería, teclados, coros (2016—2021).[2]

### Miembros anteriores
- Peter Sinfield — letras, iluminación, sintetizador y diseño artístico (1969–1972).
- Greg Lake — voz y bajo (1969–1970, murió en 2016).
- Michael Giles — batería, percusión y coros (1969).
- Ian McDonald — teclados, saxofón, clarinete, clarinete bajo, flauta, mellotron, vibráfono y coros (1969; 1974 (estudio), murió en 2022).
- Gordon Haskell — voz y bajo (1970, murió en 2020).
- Andy McCulloch — batería (1970).
- Ian Wallace — batería, percusión y coros (1971–1972, murió en 2007).
- Boz Burrell — voz, bajo y coreografía (1971–1972, murió en 2006).
- Bill Bruford — batería y percusión (1972–1974, 1981-1984, 1994-1997).
- John Wetton — voz y bajo, ocasionalmente violín, piano, guitarra y letras (1972–1974, murió en 2017).
- David Cross — violín, viola, mellotron, piano eléctrico, teclados y flauta (1972–1974).
- Jamie Muir — percusión, batería y trombón (1972–1973).
- Adrian Belew — voz, guitarra, percusión electrónica y letras, ocasionalmente batería (1981–1984, 1994-2009).
- Trey Gunn — guitarra Warr, bajo Ashbory, Chapman Stick y coros (1994–2003).
- Chris Gibson — teclados, sintetizador y mellotron (2017; sustituto de Bill Rieflin).
- Bill Rieflin — teclados, sintetizador, mellotron, coros, batería y percusión (2013-2015; 2017; 2017-2020, murió en 2020).

### Otros participantes
- Keith Tippett — piano y piano eléctrico en In the Wake of Poseidon, Lizard e Islands. Músico de jazz.
- Peter Giles — bajo en In the Wake of Poseidon.
- Marc Charig — corneta en Lizard, Islands y Red. Músico de jazz.
- Robin Miller — oboe y corno inglés en Lizard, Islands y Red.
- Nick Evans — trombón de varas en Lizard. Músico de jazz.
- Jon Anderson — voz en Prince Rupert Awakes, del álbum Lizard.
- Rick Kemp — bajo (tocó con el grupo durante dos semanas antes de que Boz Burrell se uniese a este, pero nunca fue un miembro oficial).
- Harry Miller — contrabajo en Islands.
- Paulina Lucas — voz de soprano en Islands.
- Hunter McDonald — sintetizador e ingeniería en Earthbound.
- Richard Palmer-James — letras en Lark's Tongues in Aspic, Starless and Bible Black y en Red.
- Eddie Jobson — violín y piano eléctrico en USA.
- Margaret Belew — letras de "Indiscipline" (del álbum Discipline) y "Two Hands" (del álbum Beat).

## Discografía
King Crimson ha editado y continúa editando un gran número de discos en directo, correspondientes a todas sus épocas. Los álbumes en estudio que ha lanzado hasta la actualidad son los siguientes:
- In the Court of the Crimson King (1969)
- In the Wake of Poseidon (1970)
- Lizard (1970)
- Islands (1971)
- Larks' Tongues in Aspic (1973)
- Starless and Bible Black (1974)
- Red (1974)
- Discipline (1981)
- Beat (1982)
- Three of a Perfect Pair (1984)
- THRAK (1995)
- The ConstruKction of Light (2000)
- The Power to Believe (2003)